# Katsutoshi Nekoda
Katsutoshi Nekoda, född 1 februari 1944 i Hiroshima, död 4 september 1983, var en japansk volleybollspelare.
Nekoda blev olympisk guldmedaljör i volleyboll vid sommarspelen 1972 i München.